# Campeonato Mundial de Ciclismo en Ruta de 2004
El LXXI Campeonato Mundial de Ciclismo en Ruta se realizó en Verona (Italia) entre el 27 de septiembre y el 3 de octubre de 2004, bajo la organización de la Unión Ciclista Internacional (UCI) y la Federación Ciclista Italiana.
El campeonato constó de carreras en las especialidades de contrarreloj y de ruta, en las divisiones élite masculino, élite femenino y masculino sub-23; en total se otorgaron seis títulos de campeón mundial. 

## Resultados

### Masculino
- Contrarreloj

| Puesto | Ciclista           | País       | Tiempo   |
| ------ | ------------------ | ---------- | -------- |
| Oro    | Michael Rogers     | Australia  | 57:30,12 |
| Plata  | Michael Rich       | Alemania   | 58:55,16 |
| Bronce | Alexandr Vinokurov | Kazajistán | 59:04,59 |

- Ruta

| Puesto | Ciclista     | País     | Tiempo  |
| ------ | ------------ | -------- | ------- |
| Oro    | Óscar Freire | España   | 6:57:15 |
| Plata  | Erik Zabel   | Alemania | 6:57:15 |
| Bronce | Luca Paolini | Italia   | 6:57:15 |

### Femenino
- Contrarreloj

| Puesto | Ciclista         | País     | Tiempo   |
| ------ | ---------------- | -------- | -------- |
| Oro    | Karin Thürig     | Suiza    | 30:53,65 |
| Plata  | Judith Arndt     | Alemania | 31:45,43 |
| Bronce | Zulfiya Zabirova | Rusia    | 31:50,00 |

- Ruta

| Puesto | Ciclista        | País     | Tiempo  |
| ------ | --------------- | -------- | ------- |
| Oro    | Judith Arndt    | Alemania | 3:44:38 |
| Plata  | Tatiana Guderzo | Italia   | 3:44:48 |
| Bronce | Anita Valen     | Noruega  | 3:44:50 |

### Sub-23
- Contrarreloj

| Puesto | Ciclista        | País         | Tiempo   |
| ------ | --------------- | ------------ | -------- |
| Oro    | Janez Brajkovič | Eslovenia    | 46:56,39 |
| Plata  | Thomas Dekker   | Países Bajos | 47:15,32 |
| Bronce | Vincenzo Nibali | Italia       | 47:15,71 |

- Ruta

| Puesto | Ciclista            | País         | Tiempo  |
| ------ | ------------------- | ------------ | ------- |
| Oro    | Kanstantsin Siutsou | Bielorrusia  | 4:33,33 |
| Plata  | Thomas Dekker       | Países Bajos | 4:34,34 |
| Bronce | Mads Christensen    | Dinamarca    | 4:34,35 |

## Medallero
| Núm. | País         | Oro | Plata | Bronce | Total |
| ---- | ------------ | --- | ----- | ------ | ----- |
| 1    | Alemania     | 1   | 3     | 0      | 4     |
| 2    | Australia    | 1   | 0     | 0      | 1     |
|      | Bielorrusia  | 1   | 0     | 0      | 1     |
|      | Eslovenia    | 1   | 0     | 0      | 1     |
|      | España       | 1   | 0     | 0      | 1     |
|      | Suiza        | 1   | 0     | 0      | 1     |
| 7    | Países Bajos | 0   | 2     | 0      | 2     |
| 8    | Italia       | 0   | 1     | 2      | 3     |
| 9    | Dinamarca    | 0   | 0     | 1      | 1     |
|      | Kazajistán   | 0   | 0     | 1      | 1     |
|      | Noruega      | 0   | 0     | 1      | 1     |
|      | Rusia        | 0   | 0     | 1      | 1     |
|      | TOTAL        | 6   | 6     | 6      | 18    |